# 吉林省延边第一中学
延边一中（朝鮮語：연변1중），全称吉林省延边第一中学（朝鮮語：길림성연변제1중학），於1952年成立。位于吉林省延边朝鲜族自治州延吉市，是一所朝鲜族高级中学，是延吉市唯一一个省级朝鲜族高中。

## 歷史
初期
1950年，中共延邊地委和延邊專署決定創辦一所民族高中。建造計畫經朱德海批准後提上日程。兩年後竣工，初定名「延吉高級中學」。
1953年，校名更改為「延邊第二高級中學」。
1959年，與延邊第三高級中學合併，更名「延邊高級中學」，同年被省、州政府定為重點中學。一年後又與新興小學和進學小學合併，更名「延邊實驗學校」。此後不到一年，又決定與小學分開，更名「延邊實驗中學」。
1963年，取消與其他學校的合併，恢復為單一民族學校，校名改為「延邊第一中學」。
文化大革命時期
1968年，軍宣隊和工宣隊陸續進駐學校，相繼成立「延邊第一中學革命委員會」及「學校工人、解放軍毛澤東思想宣傳隊聯合指揮部」。
1969年，為體現鬥爭決心，將班級命名方式從「年級—班級」更改為「連—排」。同年，降格為市屬學校，更名「延吉市第六中學」。
改革開放時期
1978年，恢復為州屬學校，校名恢復為「延邊第一中學」，恢復為重點中學。
2005年，被定為「吉林省示範性普通高中」。